# Dahai Xiang
Dahai Xiang (kinesiska: 大海, 大海乡) är en socken i Kina. Den ligger i provinsen Yunnan, i den sydvästra delen av landet, omkring 150 kilometer norr om provinshuvudstaden Kunming. Antalet invånare är 24 106. Befolkningen består av 10 714 kvinnor och 13 392 män. Barn under 15 år utgör 24,0 %, vuxna 15-64 år 67 %, och äldre över 65 år 7,0 %.
Genomsnittlig årsnederbörd är 914 millimeter. Den regnigaste månaden är juni, med i genomsnitt 196 mm nederbörd, och den torraste är januari, med 10 mm nederbörd.